# Markus Beerbaum
Pour les articles homonymes, voir Beerbaum.
Markus Beerbaum est un cavalier allemand de saut d'obstacles né le 16 novembre 1970 à Göttingen.
Il est l'époux de Meredith Michaels-Beerbaum et le frère de Ludger Beerbaum, tous deux aussi cavaliers de saut d'obstacles de haut niveau.

## Palmarès mondial
- 1997 : médaille d'or par équipe aux championnats d'Europe de Mannheim en Allemagne avec Lady Weingard.
- 1998 : médaille de bronze par équipe aux jeux équestres mondiaux de Rome avec Lady Weingard.